# Rio Negro (Amazone)
Pour les articles homonymes, voir Río Negro.
Le rio Negro ou río Guainía est une rivière d'Amérique du Sud de 2 250 km et un affluent de l'Amazone en rive gauche (soit au nord de l'Amazone), qui irrigue notamment la ville de Manaus.
Le rio Negro a été inscrit en 2018 sur la liste des zones protégées par la convention de Ramsar.
Les Caboclos, descendants de colons portugais et d'Amérindiens, vivent sur les berges de quelques canaux latéraux du rio Negro. 

## Géographie

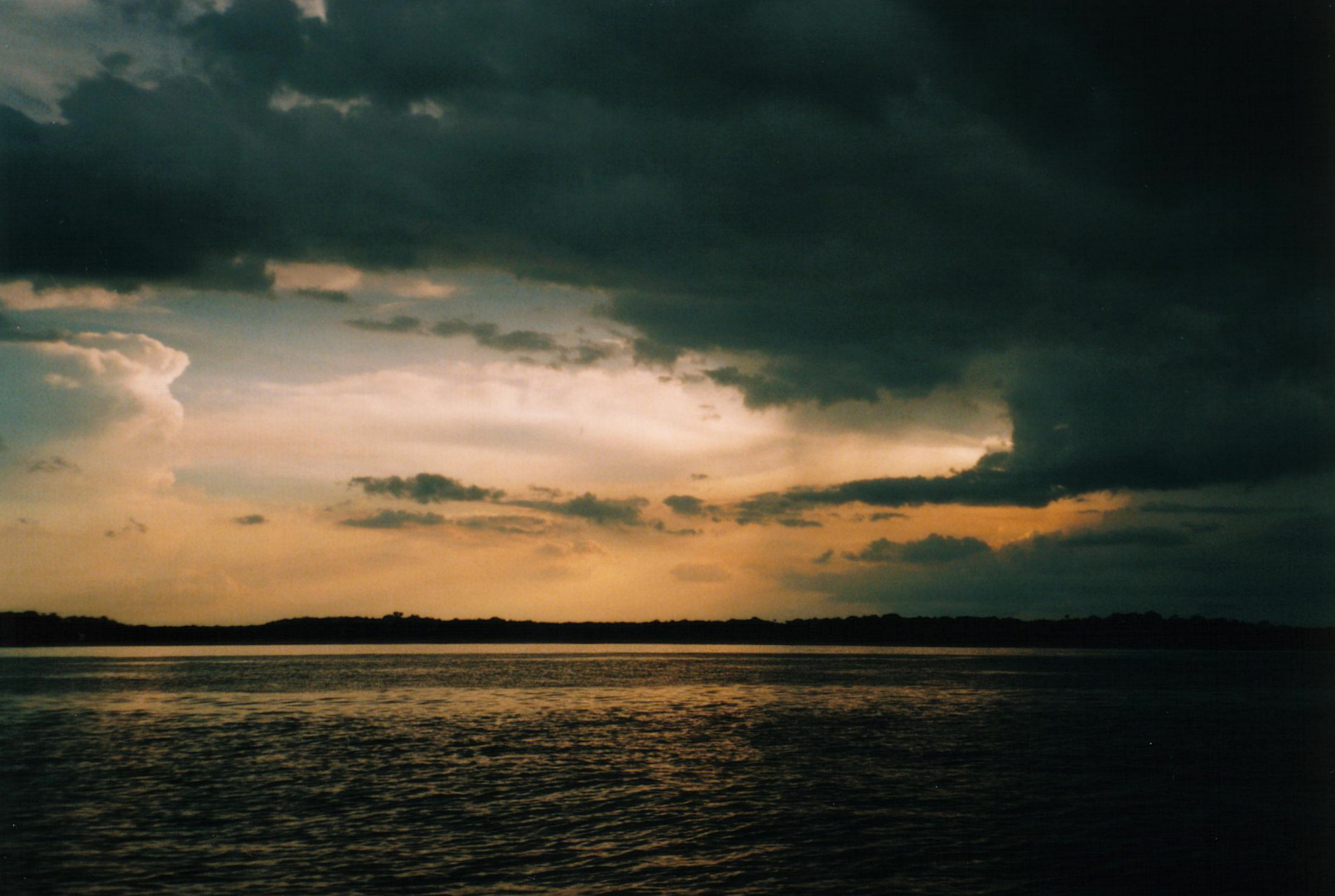
Coucher de soleil sur le Rio Negro, à quelques kilomètres de Manaus.

En Colombie la rivière porte le nom de río Guainía et au Brésil celui de rio Negro.
La rivière prend sa source en Colombie sous le nom de Río Guainía, et ensuite forme la frontière entre le Venezuela et la Colombie avant d'entrer au Brésil pour enfin se jeter dans le Rio Solimões en un confluent appelé rencontre des Eaux en aval de la ville de Manaus, la capitale de l'État brésilien de l'Amazonas. Le phénomène naturel, bien que rare, de la rencontre des Eaux est causé par les différences de densité, de vitesse d'écoulement, ainsi que de température, entre les eaux limoneuses et ocres du rio Solimões et les eaux noires du rio Negro. Ces eaux vont ainsi à leur rencontre sans se mélanger sur des dizaines de kilomètres. 
Le rio Negro est la plus importante des rivières à eaux noires. Cette couleur noire, de laquelle il tire son nom, vient de sa forte concentration en fer et en matière organique due à l'humus en décomposition dont il se charge en traversant les sols forestiers des boucliers primaires ce qui contribue à changer sa couleur et le rend très acide.
Son très important débit moyen inter-annuel ou module se monte à 28 400 m3 par seconde au niveau de son confluent avec l'Amazone soit 13 fois le débit moyen du Rhin ou encore 3,5 fois celui de la Volga en fin de parcours. Ceci en fait le quatrième cours d'eau d'Amérique du Sud, après l'Amazone, l'Orénoque et le rio Madeira.

## Affluents

### Cours supérieur: río Guainía en Colombie et au Venezuela
- Il reçoit de gauche la rivière vénézuélienne du canal de Casiquiare (en fait un défluent de l'Orénoque) (340 km) qui a comme sous-affluents les ríos Siapa et Yatua.
- Dans ce secteur, il reçoit de droite les affluents colombiens suivants : le río Tomo, le río Içana - ou Isana - (580 km de long, avec les sous-affluents Aiari et Cuiari), ainsi que le río Vaupés (ou Uaupés) (1 050 km de long, avec les sous-affluents Cuquiari, Querary, Papuri et Tiquié).

### Cours brésilien: le rio Negro
Au Brésil, ses affluents et sous-affluents les plus importants sont :
- le río Cuyuní (400 km)
- le rio Araçá (390 km) 
  - le rio Marari
  - le rio Curuduri
  - le rio Demini
- le rio Branco (1 430 km km y compris les 870 km du rio Uraricoera) 
  - le rio Uraricoera
  - le rio Mucajaí
  - le rio Anauá
  - le rio Catrimani
- le rio Jauaperí (530 km) 
  - le rio Alalaú
- le rio Unini (530 km)
- le rio Jaú (400 km) 
  - le rio Carabinani.

## Nouvelles zones humides protégées du Brésil

### Convention de Ramsar
En 2018, trois importantes zones humides du Brésil sont inscrites sur la liste des zones protégées au titre de la convention de Ramsar. Ces zones d'importance internationale sont :
- le rio Negro ;
- l'estuaire de l'Amazone et ses mangroves ;
- l'archipel brésilien Fernando de Noronha.

Le rio Negro (site Ramsar no 2335, inscription du 19 mars 2018), avec une superficie de plus de douze millions d'hectares, est le plus vaste site Ramsar au monde. « Situé au cœur de l'une des plus grandes forêts tropicales humides préservées de la planète, il comprend plus de vingt unités de conservation. ».

### Biodiversité
Cette zone humide, d'une riche biodiversité, abrite diverses espèces de mammifères en danger comme la loutre géante d'eau douce, le tamarin bicolore et l'atèle à ventre blanc, ainsi que des oiseaux menacés de disparition tels que l'alapi lugubre et des espèces végétales dont la noix du Brésil.

## Peuple vivant sur les berges des canaux latéraux
Sur les berges des « igarapés » (« chemin de canoë » en tupi) du rio Negro, bras de rivières étroits et peu profonds s'enfonçant dans la forêt, vivent de l'exploitation du caoutchouc les Caboclos (ou Cabocos), descendants de colons portugais et d'Amérindiens.

## Variations du niveau de l'eau
Victime d'une sécheresse exceptionnelle qui frappe toute l'Amazonie à l'automne 2023, le Rio Negro atteint son niveau le plus bas depuis 121 ans. Le niveau de l'eau s'y établit à 13,59 mètres au lieu de 19 mètres un an auparavant. Cet étiage entraîne un fort ralentissement les activités économiques fluviales, la plupart des bateaux étant contraints de ne plus circuler. Par ailleurs, la circulation des personnes étant fortement limitée sur le fleuve, certaines communes ou localités sont particulièrement isolées. Par ailleurs, les cours sont parfois interrompus, certains élèves ne pouvant assister à leurs cours durant plusieurs semaines. En Amazonie, 95 % du transport de personnes et de marchandises se fait par voie fluviale.

### Article Connexe
- la liste des cours d'eau de la Colombie